# Rožni Grič, Maribor
Rožni Grič se nahaja v mestnem parku Maribor, za katerega skrbi Mestna občina Maribor.
Rožni Grič je umetno navožen z dvema litoželeznima stebroma, ki sta ostanka oljne ulične razsvetljave. 
Na Rožnem Griču se že od leta 2005 izvaja projekt  Vrtnice za mir, po svetu se izvaja po 1325 lokacijah.
Izdelanih je bilo 500 vrtnic.
Blizu Rožnega Griča na Promenadi je vsako leto Festival Lent z  veliko Delavnicami za otroke.
V parku so tudi Trije ribniki , ki so bili v preteklosti vodni rezervat in iz katerega se je napajal obrambni jarek.
Danes so Ribniki umetna jezera, ki se polnijo z vodo iz potočkov.
Prvi ribnik ima vodomet.

Viri: https://kraji.eu/slovenija/maribor_mestni_park/slo
https://maribor24.si/lokalno/foto-rozni-gric-v-mestnem-parku-poln-veternic-ki-prinasajo-mir%5B%5D
https://maribor-pohorje.si/mestni-park.aspx